# آنوش قازاریان
آنوش وارازداتی قازاریان (ارمنی: Անուշ Վարազդատի Ղազարյան؛  ۲۷ ژانویهٔ ۱۹۴۵) یک خواننده اپرا سوپرانو اهل ارمنستان است. وی از سال میلادی تا کنون فعالیت می‌کند.

## زندگی‌نامه
وی در ۲۷ ژانویه ۱۹۴۵ در بوراستان به دنیا آمد و از کالج دولتی موسیقی رومانوس ملیکیان، کنسرواتوار دولتی کومیتاس ایروان و دانشگاه دولتی ایروان فارغ‌التحصیل شد. 